# Colin Cunningham
Pour les articles homonymes, voir Cunningham.
Colin Cunningham est un acteur américain né le 20 août 1966 à Los Angeles, en Californie.

## Biographie
Colin Cunningham est né le 20 août 1966 à Los Angeles, Californie. Ses parents sont Willie John Hanna et Kay Cunningham.
Il a une sœur, Rainy Dan Lorell et un frère, Ron Cunningham.

## Carrière
Il fait ses premiers à la télévision en 1994 dans Les anges gardiens. Et il débute au cinéma en 1995 dans Hard Evidence de Michael Kennedy.
En 2000, il tourne au cinéma dans Bêtes de scène et À l'aube du sixième jour. L'année suivante, il est présent sur le petit écran dans Temps mort, Undercover, Dark Angel, Strange Frequency et dans les saisons 5 et 6 de Cold Squad, brigade spéciale.
En 2005, il est présent dans Elektra. A la télévision, il joue dans un épisode de Dead Zone et il reprend ses rôles dans Stargate SG-1 (qu'il tenait d'une manière récurrente depuis 1998) et dans la dernière saison de Coroner Da Vinci.
Il a écrit, dirigé et joué dans un court-métrage intitulé Centigrade, un thriller contemporain pour lequel il a reçu deux Leo Award en 2008.
En 2018, il tient un rôle principal dans la saison 3 de la série Preacher.
En 2024, il est présent dans le film Horizon : Une saga américaine, chapitre 1 réalisé par Kevin Costner.

## Filmographie

### Cinéma

#### Longs métrages
- 1995 : Hard Evidence de Michael Kennedy : Dietrich
- 1998 : Zacharia Farted de Mike Rohl : Michael Bates
- 1999 : Y2K de Dick Lowry : Ross Singer
- 1999 : The Silencer de Robert Lee : Hale Bryant
- 2000 : Bêtes de scène (Best in Show) de Christopher Guest : Le boucher de New York
- 2000 : À l'aube du sixième jour (The 6th Day) de Roger Spottiswoode : Tripp
- 2001 : Antitrust de Peter Howitt : Un garde
- 2003 : Stealing Sinatra de Ron Underwood : John Foss
- 2005 : Elektra de Rob Bowman : McCabe
- 2006 : The Entrance de Damon Vignale : Officier Banks
- 2007 : Breakfast with Scot de Laurie Lynd : Billy
- 2011 : Afghan Luke de Mike Clattenburg : Christer
- 2011 : Rise of the Damned de Micheal Bafaro : Zan
- 2014 : The Historian de Miles Doleac : Chris Fletcher
- 2014 : Guardian Angel de Vahik Pirhamzei : Gregor Sarkoff
- 2015 : Numb de Jason R. Goode : Un trappeur
- 2017 : Little Pink House de Courtney Balaker : Billy Von Winkle
- 2021 : Bashira de Fong Nickson : John Cavanaugh
- 2022 : Curse of Crom: The Legend of Halloween de Rob York : Greg
- 2023 : Love in Focus de Brandon Ho et Joseph Reidhead : Barty Dixon
- 2023 : He Never Left de James Morris : Gabriel
- 2024 : Horizon : Une saga américaine, chapitre 1 (Horizon: An American Saga – Chapter 1) de Kevin Costner : Chisholm

#### Courts métrages
- 2004 : The 30 Second Guaranteed Foolproof Ancient Cantonese Method de Bob Holbrook : L'homme qui fume
- 2005 : Say Yes de Neil Every : L'homme requin dans la piscine
- 2006 : Incident at Alma de Dick Fisher : Révérend Wilkens
- 2006 : Insider Trading de John Penhall : Thomas Reid
- 2007 : Centigrade de lui-même : L'homme (également scénariste)
- 2007 : Human Resources de Kryshan Randel : Gerald
- 2012 : Goal! de lui-même : Le commentateur (voix) (également co-scénariste)
- 2014 : The Matter of Magic d'Anna Darrah : Sam

### Télévision

#### Séries télévisées
- 1994 : Les anges gardiens (Robin's Hoods) : Madison
- 1995 : L'As de la crime (The Commish) : Morris
- 1995 : The Marshal : Speedy
- 1995 - 1996 : X-Files : Aux frontières du réel ((The X-Files) : Lieutenant Terry Wilmer / Docteur Henry Stroman
- 1996 : Au-delà du réel : L'aventure continue (The Outer Limits) : Professeur George Ernst
- 1997 - 1998 : La loi du colt (Dead Man's Gun) : Député Floyd / Révérend Franklin Justice
- 1998 : The Sentinel : Dr Burke
- 1998 : Traque sur Internet (The Net) : Josh Brand
- 1998 : Viper : Dr Peter Markham
- 1998 : The Crow (The Crow: Stairway to Heaven) : Cardosa
- 1998 - 2005 : Stargate SG-1: Major Paul Davis
- 1999 - 2001 : TV Business : Herb Kolodny
- 2001 : Temps mort (Dead Last) : Ray Varner
- 2001 : Undercover : Agent Roger Faraday
- 2001 : Dark Angel : Un homme
- 2001 : Strange Frequency : Jay
- 2001 - 2002 : Cold Squad, brigade spéciale (Cold Squad) : Sean Ryerson
- 2002 : Mysterious Ways : Les chemins de l'étrange (Mysterious Ways) : Mike Hughes
- 2002 - 2005 : Coroner Da Vinci (Da Vinci's Inquest) : Détective Brian Curtis
- 2003 : Smallville : Nicky
- 2003 : La Treizième Dimension (The Twilight Zone) : Seth
- 2003 : Out of Order : Le producteur de la chaîne de télévision
- 2003 - 2004 : Andromeda : Shig
- 2004 : Les Experts : Miami (CSI: Miami) : Ross Kaye
- 2004 : The L World : Harry Samchuk
- 2004 : The Chris Isaak Show : Neil
- 2004 : Les 4400 (The 4400) : Ryan Powell
- 2004 - 2006 : The Collector : Le narrateur (voix) / Le diable
- 2005 : Dead Zone : Pendragon
- 2005 : Réunion : Destins brisés (Reunion) : Michael Duggan
- 2005 - 2006 : Da Vinci's City Hall : Détective Brian Curtis
- 2006 : Saved : Jack
- 2007 : Les Maîtres de l'horreur (Masters of Horror) : Virgil
- 2007 : Eureka : Dr Paul Suenos
- 2007 : Psych : Enquêteur malgré lui (Psych) : Marvin
- 2007 : Men in Trees : Leçons de séduction (Men in Trees) : Un avocat
- 2008 : The Guard : Eric
- 2008 : JPod : Steve Lefkowitz
- 2009 : Stargate Atlantis : Major Paul Davis
- 2009 : Sanctuary : Gerald
- 2009 : The Crusader : Paul Weebler
- 2010 : Flashpoint : Roy Lane
- 2010 : Living in Your Car : Neil Stiles
- 2011 : Shattered : Jack
- 2011 - 2015 : Falling Skies : John Pope
- 2012 : Perception : Gerard Permut
- 2014 : Klondike : Swiftwater Bill
- 2014 : Rush : Tyler Duggans
- 2014 : Hell on Wheels : L'Enfer de l'Ouest (Hell on Wheels) : Un parieur
- 2014 : Fools for Hire : Détective Lacey
- 2014 : Falling Skies: The Enemy Within : John Pope
- 2015 : Convos with My 2-Year-Old : Le Capitaine
- 2016 : The Magicians : Bjorn
- 2017 : Blood Drive : Julian Slink
- 2018 : Preacher : T.C.
- 2019 : Hawaii 5-0 (Hawaii Five-0) : Scott Hester
- 2019 : Stumptown : Wallace Kane
- 2021 : Star Trek: New Voyages : Capitaine Pike
- 2021 : Harmony : Patrick McKee

#### Téléfilms
- 1994 : La détresse invisible (For the Love of Nancy) de Paul Schneider : Un interne
- 1996 : Robin de Locksley (Robin of Locksley) de Michael Kennedy : Walter Nottingham
- 1996 : Capitaines courageux (Captains Courageous) de Michael Anderson : Manuel
- 1997 : Le Vaisseau de l'enfer (Dead Fire) de Robert Lee : Cal Brody
- 1997 : Le réveil du volcan (Volcano: Fire on the Mountain) de Graeme Campbell : Stan Sinclair
- 1997 : Hostile Force de Michael Kennedy : Larry
- 1997 : Five Desperate Hours de Dan Lerner : Wesley Ballard
- 2000 : Randonnée fatale (Final Ascent) de David Warry-Smith : Wayne
- 2002 : Le fils du Père Noël (Mr. St. Nick) de Craig Zisk : Agent Nardo
- 2003 : Un bateau de rêve (Wilder Days) de David M. Evans : Un homme qui vole la voiture
- 2003 : Petit papa voleur (Stealing Christmas) de Gregg Champion : L'agent de sécurité
- 2003 : Behind the Camera: The Unauthorized Story of Three's Company de Jason Ensler : Steve
- 2006 : En toute impunité (Lesser Evil) de Timothy Bond : Jon
- 2006 : Behind the Camera: The Unauthorized Story of Diff'rent Strokes de Robert Iscove : Vic Perillo
- 2008 : Stargate : Continuum de Martin Wood : Major Paul Davis
- 2009 : Impact de Mike Rohl : David Rhodes
- 2009 : Fireball de Kristoffer Tabori : Tim Timmonds
- 2010 : Goblin de Jeffery Scott Lando : Owen
- 2012 : La Onzième victime (The Eleventh Victim) de Mike Rohl : Cruise

### Jeu vidéo
- 2014 : Falling Skies: The Game : John Pope (voix)